# 영재 (1996년)
영재(본명: 최영재, 1996년 9월 17일 ~ )는 대한민국의 가수・배우이며, 보이 그룹 GOT7의 멤버이다.

## 수상 목록
- 2024년 제33회 하이원 서울가요대상 글로벌 프로듀서상

## 같이 보기
- GOT7의 음반 목록
- GOT7의 음반 내용과 참여 목록
- GOT7의 음반 외 활동 목록
- GOT7의 수상 목록